# Hannah Gablac
Hannah Gablac née le 25 février 1995, est une joueuse de hockey sur gazon allemande. Elle évolue au poste d'attaquante au Der Club an der Alster et avec l'équipe nationale allemande.

## Carrière
Elle a été appelée en équipe première pour concourir à la Coupe du monde 2018 à Londres .

## Palmarès
- : 1re à l'Euro 2013[3]
- : 2e à l'Euro 2019